# NHKきょうのニュース
NHKきょうのニュース（エヌエイチケイきょうのニュース）はNHKのラジオ第1・FMラジオ・NHKワールド・ラジオ日本で放送されているニュース番組である。この番組名はNHK総合テレビジョンでも用いられていたが、1993年4月より「NHKニュース7」として放送される。

## 概要
1995年（平成7年）4月から毎日19時台の総合ニュースのタイトルとして使用されている。NHKジャーナルとともに取材した音源も積極的に放送している（大相撲中継等のラジオ中継音源も積極的に放送している）。
ラジオ第1放送、FM放送、NHKワールド・ラジオ日本（国際放送）で同時放送されているが、FM放送ではコンサート中継等で放送されないことがある。2011年3月までは地上デジタルラジオ実用化試験放送（東京・大阪）でも同時放送されていた（正午のニュースも放送）。重大事件などが発生し時間枠を拡大した場合、FM放送ではFM独自にニュースを放送し、時間通りに終了する（主に土日祝日）。

### タイトルコール遍歴
2007年度までは単に「7時になりました…。NHKきょうのニュースです。こんばんは…。○○（キャスター名。フルネームで読み上げる、以下同文）です」だけであったが、2008年度からは、平日のみタイトルコールの際に「世界の今、日本の今（あるいは「今日が見える、明日が読める」）、内外のニュースをまとめて詳しくお伝えします」というキャッチフレーズが入っていた。
2011年3月11日の東日本大震災発生以降は被災地住民に考慮して「7時になりました。今夜も聞いて下さっていますか? 24時間安心ラジオ『NHKきょうのニュース』です」のフレーズに変わった。これは平日正午のラジオニュースでもほぼ同様のフレーズが入っている）。
2012年4月に出山知樹が司会に就任してから、2007年度までの挨拶のスタイルに戻した。
2014年9月29日からは「こんばんは。7時になりました。『NHKきょうのニュース』出山知樹です。→こんばんは。○○（女性キャスター名）です。」に変更された。
2015年3月30日（男性パーソナリティーが出山から野村正育に交代した日）から2017年3月31日までは、オープニングテーマ音楽をバックにして、2 - 3項目のヘッドライン（重要ニュースがあればこの限りではない）を述べて、テーマ音楽が終わったところで、「こんばんは、7時になりました。『NHKきょうのニュース』野村正育です。→○○（女性キャスター名）です」とつなぐ方式であった。
2017年4月3日（テーマ音楽が変わった日）からは、オープニングテーマ音楽をバックにして、上記とは逆の方式に変更された。さらに2018年1月4日からは、担当者の氏名はエンディングでのみアナウンスする方式になっている。
土曜・日曜・祝日・年末年始はアナウンサーが「こんばんは。7時になりました。『NHKきょうのニュース』です」と挨拶するにとどめ、平日と同様、担当者の氏名は全国ニュースの終わりのところでのみアナウンスする。ただ、稀にアナウンサーが冒頭で『7時のNHKニュース』と言うことがあるが、すべてはアナウンサー次第となっている。

## 放送時間
ラジオ第1、FM、NHKワールド・ラジオ日本にて放送。
- 平日 19:00 - 19:30（テーマ曲あり。ただし、放送内容が大幅に変更される場合はテーマ曲なし）
- 週末・祝日・年末年始 19:00 - 19:20（テーマ音楽あり。各項目のジングルも平日と変化なし）

### 過去

#### 地上デジタルラジオ実用化試験放送
- 平日 19:00 - 19:30
- 週末・祝日・年末年始 19:00 - 19:15（ローカルニュースは放送されない）

土日祝日でラジオ第1放送の放送枠拡大の場合はFM放送版の同時放送となるが、編成状況次第ではそのままラジオ第1放送の同時放送または休止となる場合があった。大阪地区は2010年6月30日に終了、東京地区も2011年3月31日で終了した。

#### 特記

##### ラジオ第1、NHKワールド・ラジオ日本
- 2018年4月2日から、「Nらじ」のフロート番組として内包（平日のみ。NHKプロ野球中継放送日を除く）。ただし、冒頭の挨拶等では「Nらじ」ではなく「NHKきょうのニュース」とのみ述べる。
- 2017年度まではプロ野球中継が放送される年度上半期の木曜日・金曜日は19:30までだった。なお2005年8月16 - 17日の放送も特別番組編成のため19:30までで終了した。その場合、テーマ曲はなく司会者の挨拶の後「まもなく時刻は7時半になります」のアナウンスで終了していた。
- 2018年4月2日から、番組の終わりに、フロート内包先の「Nらじ 特集・一本勝負」の簡単な予告を述べている。
- 国際放送のラジオ日本は関東甲信越のローカルニュースも放送する。高校野球中継に差し替える場合や、関東地方のローカルニュース枠で政見放送がある場合、FM放送やデジタルラジオ実用化試験放送の音楽番組に差し替える。
- 2012年3月までは関東ローカルニュース枠のエンディングの際（交通情報が終わった19:59ごろ）に短いエンディングテーマソングのBGMが流れ、末田による締めくくりのコメント「（今日一日の）内外のニュースと列島各地の動き、気象情報、交通情報などをお伝えしました。（全司会者の挨拶を挟み）それではまた明日の夜7時にお会いしましょう。（金曜・または祝日前日のみ「それでは今日はこれで失礼します」）」が入っていた[5]。
- 2018年度まで存在した全国ニュースの後のローカルニュースは本番組とは分かれて別番組となっているが、新聞番組表では明確な区別がなく、事実上「コンプレックス」となっていた。
- 2017年度は、『きこえタマゴ!』（平日19:40 - 19:59生放送。4月 - 9月の木・金曜は『NHKプロ野球』を従来通り放送）が放送された関係で、以前放送されていた列島リレーニュースは廃止された[6]。このため、全国のニュースは19:30まで、そのあとのローカルニュース・天気・交通情報は19:30 - 19:40に繰り上げられた[7]。
- IPサイマルラジオサービス2者（「NHKネットラジオ らじる★らじる」、及び、民放ラジオポータルサイト「radiko（2017年10月2日 - 2018年3月30日まで、第1次実験配信（一部地域限定）[8][9]）」では、ローカルニュース枠で政見放送がある場合、独自のフィラー音楽と断りアナウンスにそれぞれ差し替えられる（政見放送のネット配信は、公職選挙法第150条の規定により、事実上禁止されているためである。これにより、らじる★らじる・radiko共に同様の措置が取られる）[10]。
- 2013年度までは19:45までだったが、2014年度から「安心ラジオ」を放送するため、1分短縮になった。2016年度までは19:44までだった。

##### FM放送
- 2005年度はニュースコーナーの途中である19:20で終了し、「ここまでNHKきょうのニュースをお伝えしました。7時20分になります」という事前収録によるアナウンスがFM放送向けに流して終了した。
- 特別番組の放送により放送休止（2010年9月4日日曜日の「特集・東京JAZZ 2010」もこれに該当）となる場合がある。2022年度までは「ベストオブクラシック」でNHK交響楽団（N響）の定期演奏会の模様を放送する場合も放送を休止していたが、2023年度よりN響の定期演奏会が木曜日・金曜日の19:30 - 21:10、土曜日の16:00 - 17:50（18:20まで放送の場合あり）となったため、ニュースは通常通り放送されるようになった。
- なお、以下の例外により当初放送休止することになっていたFMでも急遽放送を行った事例がある。
  - 2008年9月24日は当初19:00から「ベストオブクラシック」の生放送を行う予定だったが、麻生太郎内閣関連のニュースがあったため、当初放送休止することになっていたFMでも急遽放送を行った。
  - 2008年11月5日もNHK交響楽団の定期演奏会の生放送があったが、FMでも放送された（上記2例はいずれも「ベストオブクラシック」は19:30からの放送となった。放送できなかった部分は今回中継された部分を含めて後日録音放送となった）。
  - 2009年5月9日（土曜日）は18:00 - 21:00までNHK交響楽団定期演奏会の生中継があり、当初は中断ニュースなしで放送する予定だったが、新型インフルエンザ関連のニュースを伝えるため19:00 - 19:10の間、生中継を一時中断しラジオ第1放送と同時に本番組が放送された（全国ニュースそのものは19:15までだった予定が19:25まで延長となった）。19:10に途中飛び降りの後、生中継を再開した。

## 番組内容

### 平日
- 19:00 - 19:30 ニュース・スポーツニュース・ニュース解説・その他のニュース・市況・全国の気象情報・エンディング

2004年度まで19:20終了。2005年4月から10分拡大し、ニュース解説と気象解説が加わる。
おおむね19:20前後にスポーツニュース、19:23前後に株と為替と値動き、19:25頃から気象情報。

### 週末・祝日・年末年始
- 19:00 - 19:14 全国のニュース

19:14頃にスポーツ
19:16頃に気象情報
2024年度から5分拡大し、気象情報のコーナーを新設した。

### ローカル枠
- 土日・祝日・年末年始 19:20 - 19:25

2021年4月現在、県域ニュース・気象情報を放送している局は、長野・新潟・静岡・福井・金沢・富山の各放送局のみ。
なお、甲府局は東京から関東地方・山梨県のニュース・気象情報を放送。
北海道・東北地方・近畿地方・中国地方・四国地方・九州沖縄地方は各拠点局のニュース・気象情報を放送。
2018年度から『Nらじ』が始まったことに伴い、平日のローカル枠は18:50 - 19:00に集約されることになった。

## 平日の出演者（担当キャスター）

### メインキャスター
- 原田裕和（2025年3月31日 - ）
  - 正午のニュース（ラジオ第1・FM／12:00 - 12:15[11]）、Nらじ19時台後半（ニュース解説・Nらじセレクトなど　ラジオ第1のみ／19:30 - 19:55）の進行も担当。

### サブキャスター
- 長谷川静香（2021年4月 - ）

- 細谷翠（2024年4月3日 - ）

- 福永美春（2024年4月8日 - ）
  - 隔週毎に変則交代

### お天気キャスター
- 佐藤可奈子（2023.4.3 - 祝日以外の月曜日・火曜日担当。[12]）

- 福田寛之（2019.4.1 - 祝日以外の平日全曜日担当。[13]/2023.4.5 - 祝日以外の水曜日・木曜日・金曜日担当[14]）

#### 代理
- 石垣真帆（2019.9.24 - 10.4）

## 土曜日・日曜日・祝日・年末年始の出演者（担当キャスター）
- ニュース担当

越塚優（2023年4月1日 - ）
田中逸人（2023年9月2日 - ）
佐藤龍文（2023年9月16日 - ）
小野文明（2023年10月14日 - ）
谷口慎一郎 （2024年4月6日 - ）
- 2023年9月より田中、佐藤、小野の3名が週替わりで担当。
- 正午のニュース（ラジオ第1・FM／12:00 - 12:10）に加え、13:00・15:00・16:00・17:00・18:00のニュース（ラジオ第1、すべて全国）も担当する（12月29日 - 1月3日も同様）。
- 2015年3月29日までは12:10と19:15（いずれも関東のみ）も担当していた。
- 年末年始は2018/2019年まで12月29日 - 1月3日を毎日担当していたが、2019/2020年より12月30日又は12月31日 - 1月3日はシフト勤務に変更された。
- 気象担当

伊藤みゆき（2024年4月6日 - ）
- 2024年度、全国ニュースの放送時間が5分拡大することに伴い、気象情報のコーナーが新設される。伊藤は18時50分からの関東甲信越ローカル枠も出演する。

## 歴代の出演者（担当キャスター）

### メインキャスター

#### 平日
| 時期      | 時期      | キャスター | キャスター |
| --------- | --------- | ---------- | ---------- |
| 1996.11.7 | 1998.6.29 | 伊丹賢太郎 | 伊丹賢太郎 |
| 1998.7.13 | 1999.6.23 | 加藤昌男   | 加藤昌男   |
| 1999.6.28 | 2000.3.24 | 蔭山武人   | 蔭山武人   |
| 2000.3.27 | 2000.8.4  | 石戸谷健一 | 石戸谷健一 |
| 2000.8.7  | 2000.8.17 | 小野卓司   | 小野卓司   |
| 2000.8.20 | 2004.6.2  | 石戸谷健一 | 石戸谷健一 |
| 2004.5.17 | 2004.6.11 | 梅津正樹   | 梅津正樹   |
| 2004.6.7  | 2006.3    | 二見和男   | 二見和男   |
| 2006.4    | 2008.3.29 | 伊藤博英   | 伊藤博英   |
| 2008.4    | 2012.3    | 末田正雄   | 末田正雄   |
| 2012.4    | 2015.3.27 | 出山知樹   | 出山知樹   |
| 2015.3.30 | 2022.11.4 | 野村正育   | 野村正育   |
| 2022.11.7 | 2023.3    | 小西政親   | 池田達郎   |
| 2023.4.3  | 現在      | 滑川和男   | 滑川和男   |

#### 土曜日・日曜日・祝日
- 2007.4 - 2012.3　黒沢保裕（現・日本語センター）
- 2012.4 - 2014.6.7　福井茂
- 2014.6.14 - 2015.6.6　中尾晃一郎（現岐阜放送局）
- 2015.6.13 - 2017.7.9　昼間敬仁
- 2017.9.9 - 2018.3.31　内藤啓史（現・ラジオセンターシニアスタッフ）
- 2018.4.1 - 2020.8.30　伊林毅暁（現・札幌放送局）
- 2020.9.5 - 2020.12.13　鈴木貴彦（現・金沢放送局）
- 2021.3.27 - 2023.3.21　谷地健吾（現・山形放送局）

※過去には、土日には長谷川勝彦などが担当していた。伊藤、末田、野村は過去にNHKニュース7の週末キャスターを歴任している。
※2013年度途中までは祝日は土日担当とは別のアナウンサーが日替わりで担当した。
※2017年7月15日から9月3日までは土日祝日は小見誠広、内藤啓史、野村正育、山田康弘などが日替わりで担当。
※2020年12月19日から2021年3月21日までは土日祝日は各アナウンサーが交代で担当。

### サブキャスター
- 川手飛鳥
- 向坂真弓
- 中島裕子
- 島ひとみ（2013年4月 - 2015年3月27日）
- 丸井汐里（2015年4月6日 - 2017年3月17日）
- 秋山千鶴（2012年4月 - 2018年3月23日）
- 横山亜紀子（2012年4月 - 2023年3月24日）
- 徳田琴美（2021年10月4日 - 2022年2月）
- 黒崎瞳（2023年4月 - 2024年3月）
- 菊野理沙（2023年4月 - 2024年3月）

### お天気キャスター

#### 平日
- 2006年4月 - 2010年3月26日 横山容子
- 2010年3月29日 - 2017年3月31日 福田寛之[20][21] 前述の通り現在も担当している。
- 2017年4月3日 - 2019年3月29日 伊藤みゆき（18:50からの関東ローカル枠・NHKジャーナルの気象コーナーも担当）[22]

## テーマ曲
- 1997.4頃 - 2004.3　詳細不明（「NHKニュース (午後7時)」末期テーマに酷似）
  - 現在のオープニングのテーマ音楽に変わる前は、土日祝日もオープニングのみ音楽が流れた。
- 2004.4 - 2008.3「Hot Topics」（Nash Music Library）
- 2008.4 - 2012.3　詳細不明（過去に新潟放送の「BSNニュースワイド」でも使用されていた。ここまでモノラル音声）
- 2012.4 - 2017.3　詳細不明（新キャスター担当に伴いテーマ曲を変更。ここからステレオ音声）
- 2017.4 - 詳細不明（同上）

## その他
- 19:45からのローカルニュース枠は2015年度よりこれまで関東地方ローカルだったものが、首都圏（関東地方＋山梨県）枠になった。
- 関東ローカルで番組最後に流れる音楽は、2005年度までは、野球中継で19:30までの放送になる場合に全国向けに放送されていた。
- 2008年度からは19:30までの放送になる場合、この後のラジオ第1「NHKプロ野球」・FM「ベストオブクラシック」が始まる旨の案内を行い、「まもなく7時半です」で放送が終了する。
- プロ野球中継の場合、基本的に中継カードも紹介するが、一部地域で差し替え中継がある場合は「プロ野球中継」のコメントのみにとどめている。
- FM「ベストオブクラシック」の場合、NHK交響楽団の定期演奏会生中継で本番組を放送していない場合はコメントしない（まれにFM放送で本番組が放送されていない場合でもコメントする場合がある）。
- 以前は土日祝日はオープニングのテーマ音楽を流していなかったが、2013年10月から再び流れている（ただし平日とは別バージョン）。